# Sungai Rambutan
Sungai Rambutan is een bestuurslaag in het regentschap Ogan Ilir van de provincie Zuid-Sumatra, Indonesië. Sungai Rambutan telt 2116 inwoners (volkstelling 2010).